# Star Mazda Championship
Star Mazda Championship är ett amerikanskt formelbilsmästerskap, som körs med formel Mazda-bilar, med uttalat mål att utveckla talanger. Serien samarbetar med IndyCar Series och är tredjerankad serie i samarbetet Road to Indy.

## Historia
Mästerskapet grundades 1999, och har oftast körts i samband med andra större serier. Serien har liknats med formel 3 i Europa och Asien när det gäller kraft i bilarna och varvtider. Under senare delen av 2000-talet har serien framförallt kört tillsammans med American Le Mans Series, vilket lett till att serien supportat Sebring 12-timmars. Under säsongen 2010 började serien köra på mindre ovaler, samt var supportklass till IndyCar Series, tack vare ett avtal mellan serierna. 

## Kända förare
- Marco Andretti
- Adam Christodoulou
- Conor Daly
- James Davison
- John Edwards
- James Hinchcliffe
- Raphael Matos
- Michael McDowell
- Graham Rahal
- Scott Speed

## Mästare
| Säsong | Mästare            |
| ------ | ------------------ |
| 1999   | Joey Hand          |
| 2000   | Bernardo Martinez  |
| 2001   | Scott Bradley      |
| 2002   | Guy Cosmo          |
| 2003   | Luis Schiavo       |
| 2004   | Michael McDowell   |
| 2005   | Raphael Matos      |
| 2006   | Adrian Carrio      |
| 2007   | Dane Cameron       |
| 2008   | John Edwards       |
| 2009   | Adam Christodoulou |
| 2010   | Conor Daly         |